# Aetanthus
Aetanthus es un género de arbustos con 21 especies perteneciente a la familia Loranthaceae. Es originaria de Suramérica. 

## Taxonomía
El género fue descrito por (Eichler) Engl.  y publicado en Die Natürlichen Pflanzenfamilien 3(1): 189 en el año 1889.

## Especies
- Aetanthus andreanus (Tiegh.) Engl.
- Aetanthus cauliflorus Ule
- Aetanthus colombianus A.C.Sm.
- Aetanthus coriaceus Pacz.
- Aetanthus dichotomus (Ruiz & Pav.) Kuijt
- Aetanthus engelsii (Tiegh.) Engl.
- Aetanthus holtonii (Eichler) Engl.
- Aetanthus macranthus (Hook.) Kuijt
- Aetanthus mutisii (Kunth) Engl.
- Aetanthus nodosus (Desr.) Engl.
- Aetanthus ornatus K.Krause
- Aetanthus ovalis Rusby
- Aetanthus paxianus Pacz.
- Aetanthus subandinus Ule
- Aetanthus verticillatus (A.C. Sm.) Kuijt